# Lithi oxide
Lithi oxide (công thức hóa học: Li2O) hoặc lithia là một hợp chất vô cơ. Hợp chất này thường tồn tại dưới dạng chất rắn màu trắng, phản ứng mãnh liệt với nước.

## Điều chế

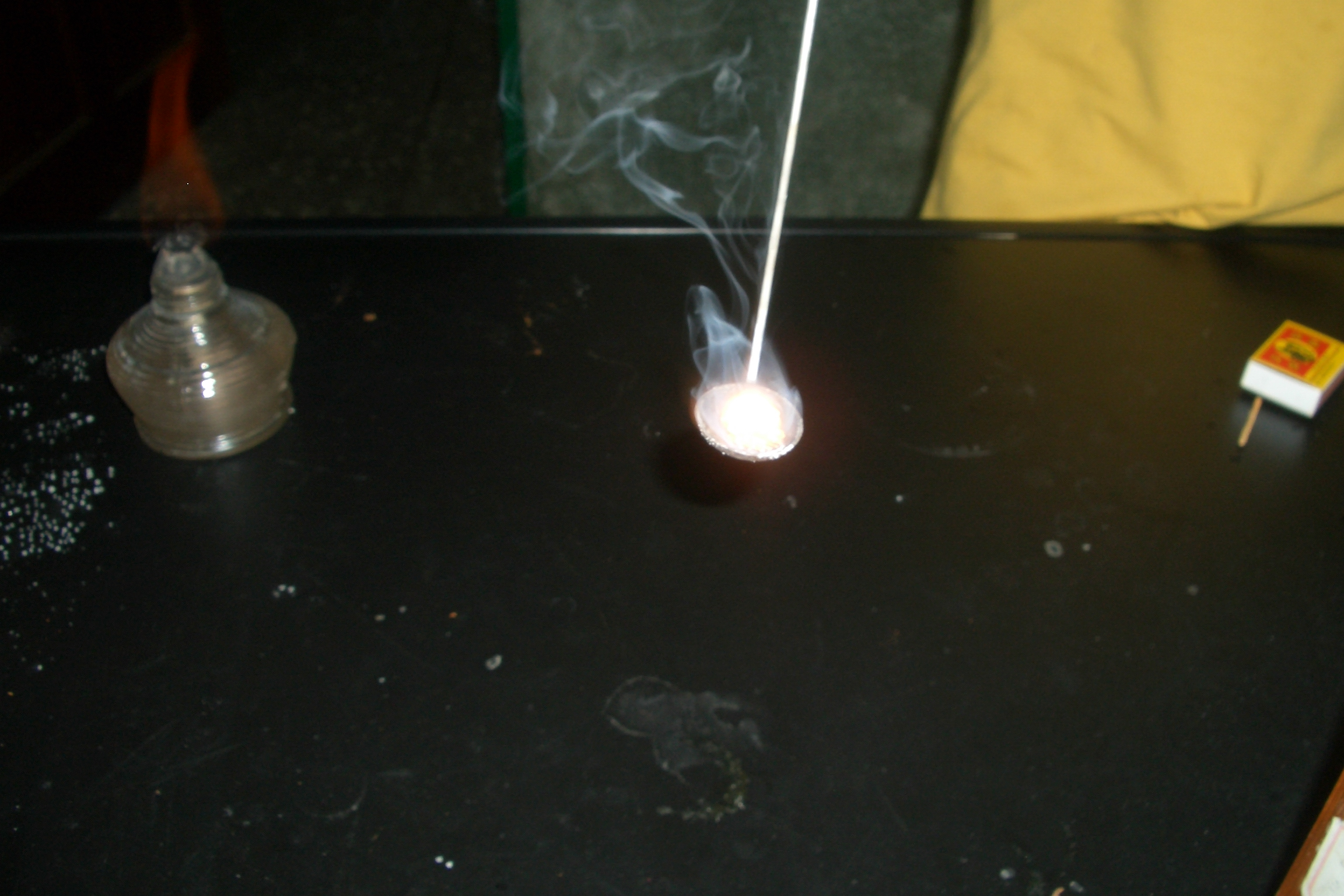
Đốt lithi kim loại sẽ tạo ra lithi Oxide.

Lithi oxide được hình thành cùng với một phần nhỏ lithi peroxide khi lithi kim loại bị đốt trong không khí và hóa hợp với oxy:
4Li + O2 → 2Li2O.
Li2O nguyên chất có thể được điều chế bằng cách phân hủy nhiệt lithi peroxide, Li2O2, tại 450 ℃:
2Li2O2 → 2Li2O + O2↑

## Cấu trúc
Ở trạng thái rắn lithi oxide có một cấu trúc antiflorit có liên quan đến CaF2, cấu trúc fluorit với các ion dương Li được thay thế cho các ion âm fluoride và các ion âm oxide thay thế cho ion dương calci. Ở trạng thái khí phân tử Li2O xếp thẳng hàng với một khoảng cách kết nối ổn định với các liên kết ion mạnh. Lý thuyết VSEPR dự đoán một cấu trúc bẻ gập tương tự phân tử H2O.

## Ứng dụng
Lithi oxide được sử dụng làm chất thông lượng trong men sứ; và tạo ra màu xanh da trời với đồng và màu hồng với cobalt. Lithi oxide phản ứng với nước và hơi nước, tạo thành Lithi hydroxide và do vậy phải cách ly khỏi các chất trên.
Việc sử dụng nó cũng đang được nghiên cứu để đánh giá quang phổ phát xạ không phá huỷ và giám sát sự xuống cấp trong các hệ thống lớp phủ rào cản nhiệt. Nó có thể được thêm vào như là một chất phụ gia trộn với yttria trong lớp phủ gốm sứ zirconi, mà không làm giảm đáng kể tuổi thọ của lớp phủ. Ở nhiệt độ cao, lithi oxide phát ra một mô hình quang phổ rất dễ phát hiện, và tăng cường độ cùng với sự xuống cấp của lớp phủ. Việc áp dụng nó sẽ cho phép theo dõi tại chỗ các hệ thống như vậy, tạo ra một phương tiện hiệu quả để dự đoán tuổi thọ cho đến khi hỏng hoặc đến thời gian cần phải bảo trì của thiết bị.
Lithium kim loại có thể thu được từ lithi oxide bằng điện phân, giải phóng oxy như một sản phẩm phụ.